# 極楽パイロット
極楽パイロットは、さがみ湖MORI MORI（旧・さがみ湖リゾート プレジャーフォレスト）にある回転型アトラクション。2016年7月16日開業。キャッチコピーは「風をあやつれ!」。

## 概要
富士急ハイランドにあるテンテコマイと同日開業。テンテコマイと同様に、ライドに付いた翼を操縦し、風の抵抗を利用して360度回転させる点は共通であるが、こちらは巨大なアームの先端にライドが12機付いており、直径27メートルの円を描きながら斜めに旋回する。既存の大空天国と共に標高370メートルの山頂に設置されており、同園の2大大空を感じるアトラクションとなっている。

## スペック
極楽パイロット
- 最高到達地点：地上22m
- 最大回転直径：27m
- 最高速度：30km/h
- 所要時間：約2分
- 乗車定員：最大12名（1人乗り×12台）
- 乗車規定：身長130cm以上　年齢61歳未満
- 料金：900円(2019年7月12日までは800円)
- 総工費：約4億5000万円
- 製造メーカー / 製品名：Gerstlauer（独） / Sky Fly

## その他
- 極楽パイロットのライドは、富士飛行社が開発した訓練用機(舞鶴353)という設定となっており、富士飛行社の待ち列に設置されたモニターにて紹介されている。また、アトラクション本編の映像には同じ型の飛行機（絵柄は異なる）が登場する。

## 関連施設
- テンテコマイ - 極楽パイロットと同日富士急ハイランドに誕生した同様のアトラクション。
- レゴランド・ジャパン - 2019年7月1日にオープンした新エリア「レゴニンジャゴー・ワールド」内に同様のアトラクション「フライング・ニンジャゴー」がある。